# Рурак, Елена Владимировна
Елена Владимировна Рурак (укр. Олена Володимирівна Рурак; род. 7 февраля 1972, Днепропетровск) — украинская легкоатлетка, специалистка по бегу на короткие дистанции. Выступала на профессиональном уровне в 1995—2001 годах, обладательница двух бронзовых медалей Всемирной Универсиады, чемпионка Украины, победительница и призёрка ряда крупных международных стартов, участница двух летних Олимпийских игр. Мастер спорта Украины международного класса. Тренер по лёгкой атлетике.

## Биография
Елена Рурак родилась 7 февраля 1972 года в Днепропетровске, Украинская ССР. Представляла Днепропетровскую и Запорожскую области.
Первого серьёзного успеха на международном уровне добилась в сезоне 1995 года, когда вошла в состав украинской сборной и выступила на Кубке Европы в Лилле, где стала третьей в индивидуальном беге на 400 метров и в эстафете 4×400 метров. Позднее в тех же дисциплинах стартовала на чемпионате мира в Гётеборге, выиграла бронзовые медали на Всемирной Универсиаде в Фукуоке.
В 1996 году на Кубке Европы в Мадриде заняла второе место в эстафете 4×400 метров, тогда как на домашних соревнованиях в Киеве превзошла всех соперниц и установила свой личный рекорд в беге на 400 метров на открытом стадионе — 50,93. Благодаря череде успешных выступлений удостоилась права защищать честь страны на летних Олимпийских играх в Атланте, где в 400-метровой дисциплине остановилась на предварительном квалификационном этапе.
В 1998 году в беге на 400 метров одержала победу на чемпионате Украины в Киеве, финишировала седьмой на чемпионате Европы в Будапеште. В эстафете 4×400 метров была седьмой на Кубке Европы в Санкт-Петербурге и пятой на Кубке мира в Йоханнесбурге.
В 1999 году на зимнем чемпионате Украины во Львове взяла бронзу и установила личный рекорд в беге на 400 метров в помещении — 54,73.
В 2000 году стала пятой на Кубке Европы в Гейтсхеде, победила на чемпионате Украины в Киеве, стартовала на Олимпийских играх в Сиднее.
Завершила спортивную карьеру по окончании сезона 2001 года. 
За выдающиеся спортивные достижения удостоена почётного звания «Мастер спорта Украины международного класса».
Замужем за известным украинским спринтером Константином Рураком, так же участвовавшем в двух Олимпиадах. Впоследствии вместе с мужем работала тренером по лёгкой атлетике.